# Provo Canyon School
Provo Canyon School (PCS) est un centre de traitement résidentiel psychiatrique pour jeunes, détenu et exploité par Universal Health Services (UHS) depuis 2000 à Provo, dans l'Utah. L'école utilise un modèle Acuity Based Care (ABC) qui identifie et réévalue les forces et les besoins de ses élèves. Les étudiants reçoivent un large éventail d'interventions, y compris des thérapies récréatives et professionnelles ; thérapies individuelles, de groupe et artistiques ; et la thérapie de la toxicomanie.
Pendant presque toute son histoire, l'établissement a été accusé d'abus. Ces accusations ont gagné une attention renouvelée en 2020 lorsque la personnalité des médias Paris Hilton a publié un documentaire détaillant les abus auxquels elle et d'autres anciens résidents ont été confrontés dans l'établissement.

## Histoire
Charter Behavioral Health Systems possédait et exploitait PCS jusqu'à ce qu'il soit vendu à UHS en 2000.

## Abus
Depuis sa création, l'école a fait l'objet d'un grand nombre de poursuites individuelles et collectives, en particulier tout au long des années 1980 et 1990. Ces poursuites allaient des abus verbaux, physiques et sexuels et de la négligence médicale, à la violation des droits des étudiants Premier amendement et à l'atteinte à la vie privée, au faux emprisonnement et aux coups et blessures, à l'infliction intentionnelle de détresse émotionnelle, au complot civil et à la perte de consortium parental.
En septembre 2020, la personnalité médiatique et mondaine Paris Hilton a créé son YouTube Originals documentaire This Is Paris, dans lequel elle attribue son insomnie chronique au SSPT développé à la suite d'être envoyé à quatre programmes différents troubled teen industry : CEDU School in Running Springs, en Californie, Ascent Wilderness Program in Ruby Ridge, Cascade School à Whitmore et à l'école Provo Canyon. Après avoir fui les trois premiers, elle a passé 11 mois au PCS à la fin des années 1990. Hilton a signalé qu'elle et d'autres élèves avaient été maltraités physiquement et psychologiquement,. Certains des cas qu'elle détaille incluent comment elle et les autres élèves auraient été drogués avec des médicaments inconnus, comment elle aurait été maîtrisée et transportée de force à l'école et comment elle a été fouillée à nu et placée dans une salle d'exclusion pendant près de vingt-quatre heures. Elle affirme que le PCS est « le pire des pires » de tous les établissements pour jeunes en difficulté,,.
En octobre 2020, la tatoueuse et personnalité de la télévision Kat Von D a allégué que ses parents l'avaient envoyée à l'école pour un programme de trois semaines, mais elle y est finalement restée pendant six mois. Elle a affirmé avoir vu des étudiants être nourris de force avec des médicaments, sous sédation et isolés. Von D a déclaré qu'elle était partie avec « un SSPT majeur et d'autres traumatismes en raison des protocoles non réglementés, contraires à l'éthique et abusifs de cette école » et a écrit qu'elle ne pouvait pas « les appeler des écoles parce que ce ne sont pas des écoles, elles sont des putain de prisons ». Von D a déclaré qu'elle avait été « épargnée par les abus sexuels et les abus physiques » mais « avait certainement vu » cela arriver.
Le 9 octobre 2020, Hilton et un groupe d'amis qui ont assisté au PCS avec elle ont mené une manifestation silencieuse avec des centaines d'autres manifestants dans les rues et les quartiers de Provo (Utah) pour sensibiliser l'établissement.

## Patients notoires
- Paris Hilton
- Kat Von D